# Sainte-Germaine-du-Lac-Etchemin
Sainte-Germaine-du-Lac-Etchemin est une ancienne municipalité de paroisse du Québec qui a été annexée à la ville de Lac-Etchemin en 2001, dans la MRC des Etchemins et dans la région administrative de la Chaudière-Appalaches. Elle est aujourd'hui un secteur de la municipalité de Lac-Etchemin.

## Toponyme
Le nom fait référence à sainte Germaine Cousin (1579-1601) qui fut canonisée en 1867, la même année que l'archevêque de Québec, monseigneur Charles-François Baillargeon donna le nom à la nouvelle mission. La portion Lac-Etchemin fait référence au lac du même nom située sur le territoire de la paroisse.

## Administration
| Période | Période | Identité               | Étiquette | Qualité |
| ------- | ------- | ---------------------- | --------- | ------- |
| 1875    | 1883    | Onésime Laflamme       |           |         |
| 1883    | 1884    | Vital Turcotte         |           |         |
| 1884    | 1907    | Joseph Bégin           |           |         |
| 1907    | 1907    | Michel Roy             |           |         |
| 1907    | 1933    | Joseph Fortin          |           |         |
| 1933    | 1933    | Théophile Leclerc      |           |         |
| 1933    | 1935    | J. C. Ernest Ouellet   |           |         |
| 1935    | 1943    | Arthur Turmel          |           |         |
| 1943    | 1951    | Fortunat Turmel        |           |         |
| 1951    | 1953    | Charles-Eugène Mailhot |           |         |
| 1953    | 1971    | Rosaire Cadoret        |           |         |
| 1971    | 1977    | Horace Fortin          |           |         |
| 1977    | 1979    | Paul Leclerc           |           |         |
| 1979    | 1987    | Germain Bouffard       |           |         |
| 1987    | 2001    | Roger McCaughry        |           |         |

## Chronologie
- 23 janvier 1873 : Création de la paroisse de Sainte-Germaine du Lac Etchemin.
- 15 mars 1969 : La paroisse prend le nom de Sainte-Germaine-du-Lac-Etchemin.
- 10 octobre 2001 : La paroisse fusionne avec la ville de Lac-Etchemin et devient la municipalité de Lac-Etchemin.

## Démographie
| 1871 | 1881  | 1891  | 1901  | 1911  | 1921  | 1931  | 1941  | 1951  |
| ---- | ----- | ----- | ----- | ----- | ----- | ----- | ----- | ----- |
| 730  | 1 089 | 1 278 | 1 587 | 2 126 | 2 312 | 2 508 | 2 758 | 3 554 |

| 1956  | 1961  | 1966  | 1971  | 1976  | 1981  | 1986  | 1991  | 1996  |
| ----- | ----- | ----- | ----- | ----- | ----- | ----- | ----- | ----- |
| 3 936 | 2 084 | 1 709 | 1 634 | 1 472 | 1 536 | 1 593 | 1 552 | 1 565 |

| 2001  | - | - | - | - | - | - | - | - |
| ----- | - | - | - | - | - | - | - | - |
| 1 594 | - | - | - | - | - | - | - | - |